# Mavzolej šaha Alija Akbarja
Mavzolej šaha Alija Akbarja je grobnica v mestu Suraj Miani, Multan v provinci Pandžab v Pakistanu.

## Zgodovina
Šah Ali Akbar, neposredni potomec Šamsudina Sabzvarija, zgodnjega širitelja ismailskega islama v južni Aziji, je deloval sredi 16. stoletja. Temeljni kamen iz leta 1585 na njegovi grobnici skupaj z ustnim izročilom nakazuje, da je Ali Akbar osebno financiral grobnico, kar kaže na precejšnje osebno bogastvo in verjetne ugodne odnose z lokalnimi oblastmi, kar kaže na določeno raven uradnega sprejemanja dejavnosti Ismailijev v tem obdobju.

## Arhitektura
Grobnico pogosto imenujejo mali Rukn-e Alam zaradi arhitekturnih podobnosti z bližnjim mavzolejem šaha Rukn-e Alama. Obema so skupni elementi sloga Tugluk, kot so okrnjeni zidovi, zoženi stolpiči in osmerokotna postavitev s kupolami. Kljub dolgotrajni vladavini Tuglukov se je njihov arhitekturni slog obdržal v Multanu in bližnjih regijah, zlasti v Uč Šarifu.
Grobnica subtilno vključuje sodobne arhitekturne trende poznega 16. stoletja. V tem obdobju, med vladavino tretjega mogulskega cesarja Akbarja, so mogulski arhitekti eksperimentirali z ometom za lažje rezbarske površine. Prvič v Multanu je bil omet v veliki meri uporabljen v notranjosti grobnice, kar odraža sodobno uporabo v mošejah Marjam Zamani in Fatehpur Sikri. Arhitekta, Ibrahim in Radžab, sinova Muse iz Lahoreja, sta morda uvedla ta trend iz enega od glavnih mest Mogulskega cesarstva.
Sprva so bile notranje mavčne površine grobnice okrašene s kakovostnimi poslikavami in freskami, ki so zaradi časa in nenehne izpostavljenosti golobjim iztrebkom močno poškodovane.

## Galerija
- Grobnica šaha Alija Akbarja (levo) je poleg grobnice njegove matere (desno)